# Partit Africà per a la Independència
El Partit Africà per a la Independència (en Francès: Parti Africain de l'Indépendance) un partit comunista de l'Àfrica Occidental (AOF). El PAI es va fundar a Thiès, el Senegal el 1957. Més tard mentre l'AOF era dissolta en països independents les seccions locals del PAI van esdevenir partits independents, sovint mantenint el nom PAI.
Al Senegal el PAI va ser il·legalitzat a l'1 d'agost del 1960.
Al Senegal els següents partits tracen/van traçar el retorn al seu origen PAI:
- Partit de la Independència i el Treball (PIT, tècnicament l'original PAI)
- Partit-Renovat Africà per a la Independència (legalment registrat com a PAI)
- Lliga Democràtica - Moviment per al Partit Laborista
- Partit Comunista Senegalès (facció pro-Xinesa de curta durada)

A l'Alt Volta/Burkina Faso el PAI s'hi va establir el 1963. El PAI va prendre importància a través del seu front de masses Lliga Patriòtica per al Desenvolupament (LIPAD). Avui en dia la LIPAD està dissolta, i el PAI s'ha escindit en dues faccions:
- Partit Africà per a la Independència (Ouédraogo). Tècnicament l'original PAI
- Partit Africà per a la Independència (Touré), legalment reconegut com a PAI

## Llista de fundadors del PAI
- Madame Basse
- M. Basse
- Seydou Cissokho
- Adama Diagne
- Oumar Diallo
- Birahim Diawara Birahim
- Majhemout Diop
- Bouna Fall
- Abdou Ka
- Alioune Kamara
- Malick Kamara
- Basile Khaly
- Tidiane Baïdy Ly
- Abdou Moumouni
- Abdoulaye Ndiaye
- Samba Ndiaye
- Samba
- Khalilou Sall
- Ousmane Santara
- Bacirou Sarr
- Moussé Gueye Seck
- Sékou Touré